# Dan Kutler
Dan Kutler (Mountain View, 2 maggio 1970) è un ex nuotatore statunitense naturalizzato israeliano.
Specializzato nella rana ha partecipato alle Olimpiadi di Atlanta 1996.